# CaixaForum Barcelona

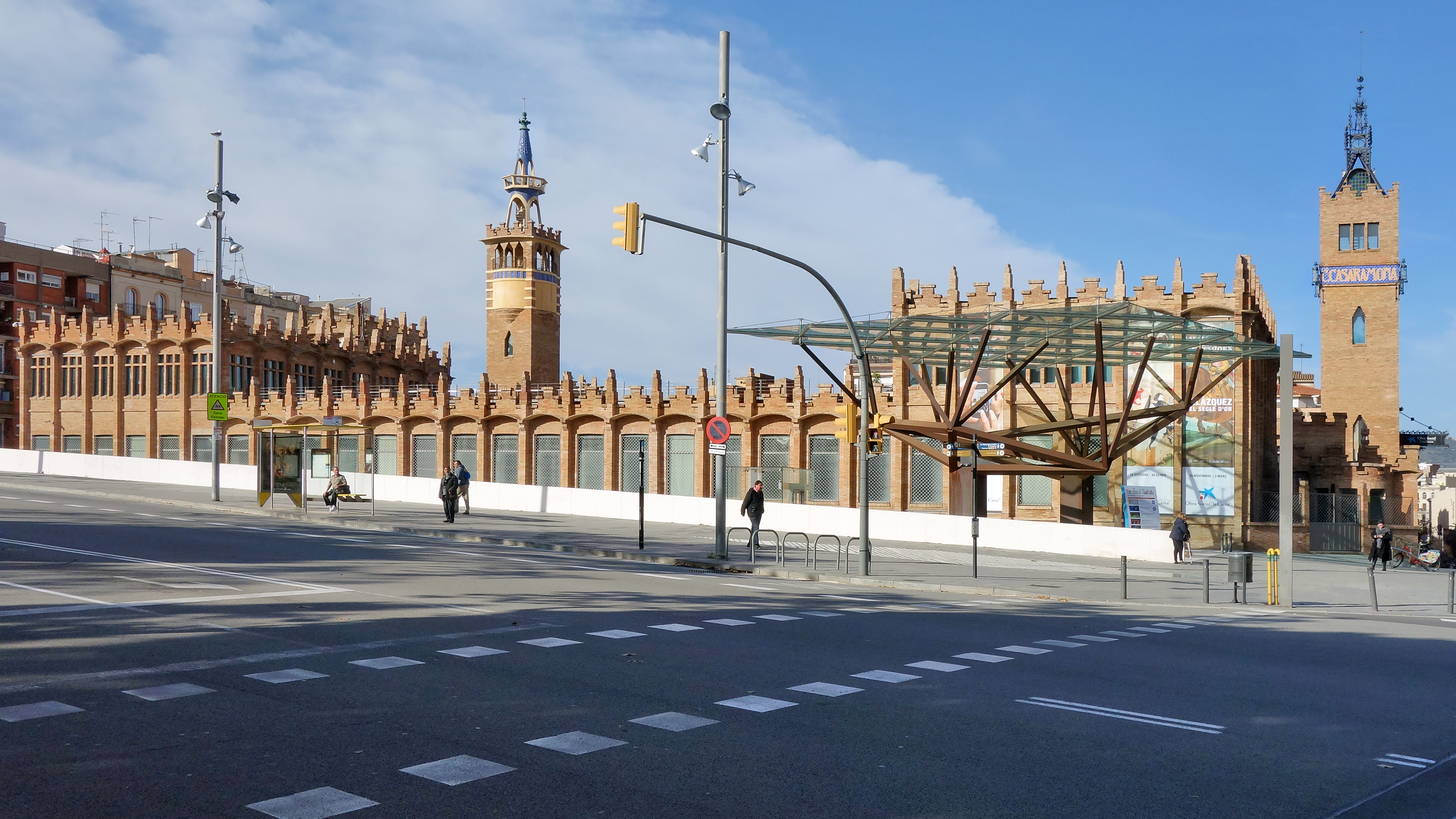
Das CaixaForum Barcelona

Das CaixaForum ist ein Kulturzentrum mit Museum und Auditorium in Barcelona. Es befindet sich in den Gebäuden der ehemaligen Textilfabrik Fàbrica Casaramona und wurde 2002 eröffnet. Das CaixaForum veranstaltet ein umfangreiches Programm mit Konzerten, Theater, Filmen, Workshops und Konferenzen, im Museum werden Ausstellungen zu wechselnden Themen vorwiegend zeitgenössischer Kunst und Kultur gezeigt. Träger des Zentrums ist die gemeinnützige Fundación Bancaria “la Caixa”.

## Lage
Das Gebäude befindet sich am Fuße des Montjuïc im Stadtbezirk Sants-Montjuïc in der Avinguda de Francesc Ferrer i Guàrdia.

## Geschichte
Das Bauwerk wurde von dem Industriellen Casimir Casaramona, einem Pionier in der Anwendung elektrisch betriebener Maschinen, in Auftrag gegeben. Der spanische Architekt Josep Puig i Cadafalch wurde 1909 mit dem Bau der Fabrik beauftragt. Puig i Cadafalch war einer der bedeutendsten Architekten des katalanischen Jugendstils. Der Bau aus Backstein mit gusseisernen Ornamenten wurde im Stil mittelalterlicher Burgen erstellt. Das Fabrikgebäude war wegweisend in Sachen Brandschutz und galt in Spanien lange auch als Maßstab für moderne Arbeitsbedingungen.
1913 wurde das Gebäude eingeweiht. Bereits 1919 wechselte jedoch die Textilfabrik ihren Standort und das Gebäude stand leer. Von 1940 bis 1992 wurde es von der Stadt Barcelona als Polizeiposten genutzt. 1963 wurde die Sparkasse la Caixa Eigentümerin des Gebäudes, das 1976 als Baudenkmal von nationalem Rang unter Schutz gestellt.

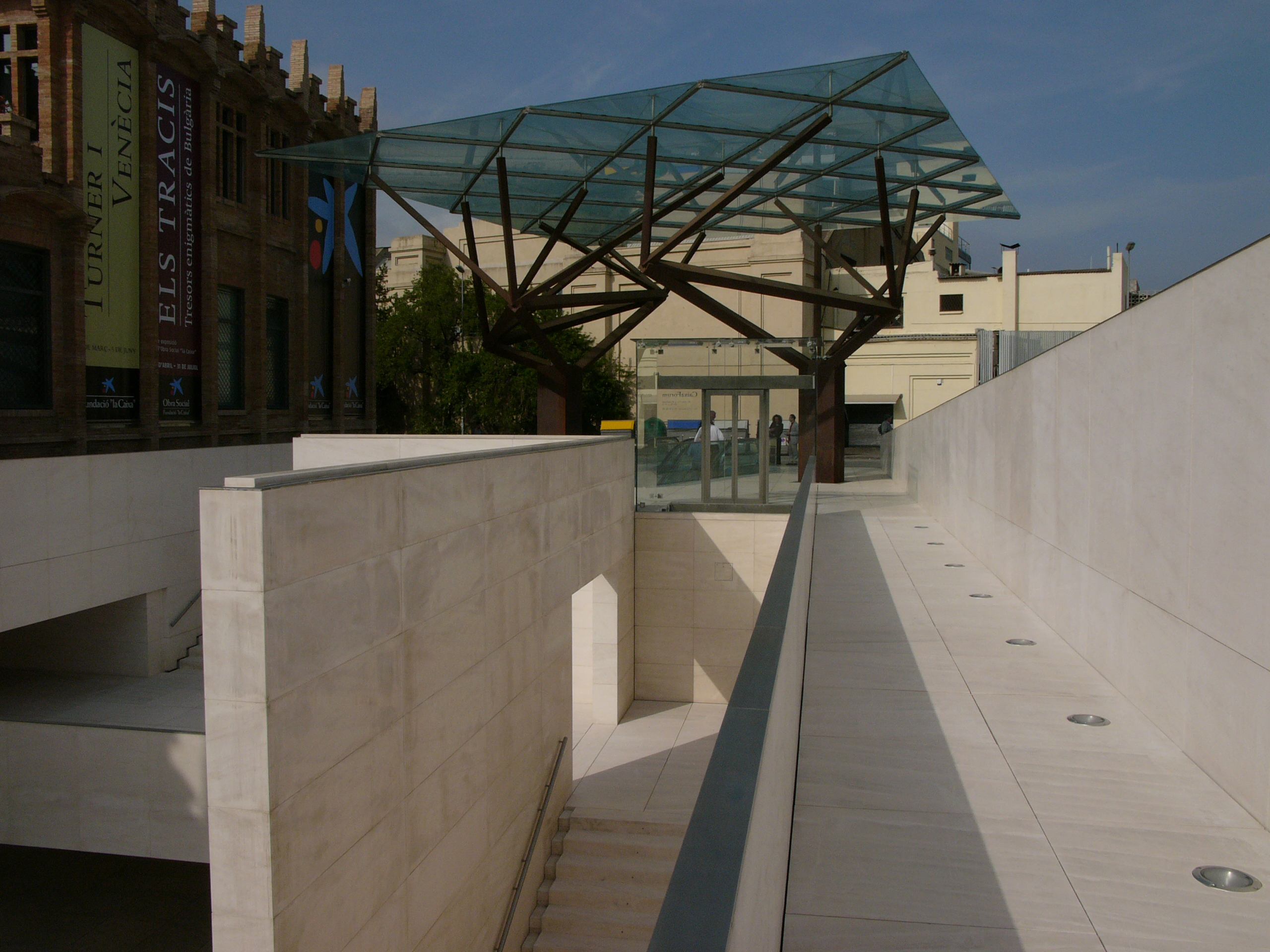
Eingangsbereich des CaixaForum

1996 begannen die Planungen für einen Museumsbau unter der Leitung von Francisco Asarta, einem Experten für die Restaurierung von Jugendstilgebäuden. Beim Umbau des Gebäudes lag der Schwerpunkt auf dem Erhalt der ursprünglichen Struktur, Farbe und Baustil. Das Konzept war, eine moderne Erweiterung mit neuem Eingang in das Tiefgeschoss unter ein historisches Gebäude zu verlagern, nach dem berühmten Vorbild des „Grand Louvre“ in Paris. Als Erweiterung kam ein Auditorium mit 300 Plätzen hinzu.
Die rund 3.000 m² umfassenden Ausstellungsflächen werden durch Dachöffnungen mit Licht durchflutet. Den Eingangsbereich entwarf der japanische Architekt Arata Isozaki, auffallend ist dabei sein Umgang mit einfachen geometrischen Formen und das Spiel mit Schatten und Licht. Isozaki gestaltete den unterirdischen Eingangsbereich durch skulpturale, baumartige Überdachungen aus Glas und Stahl. Ihre komplexe Form steht im Kontrast mit der streng vertikalen Gliederung der Altbaufassade.
2002 wurde das CaixaForum Barcelona eröffnet. Es bietet eine breite Palette von Aktivitäten für die Öffentlichkeit an, von der Musik und bildenden Kunst bis zu sozialen Programmen, Bildungs- und Geisteswissenschaften – der Eintritt ist frei.
In permanenter Ausstellung ist die Rauminstallation hinter dem Knochen wird gezählt/SCHMERZRAUM, 1941-1983 von Joseph Beuys zu sehen.